# Charlbury
Charlbury är en ort och civil parish i grevskapet Oxfordshire i England. Orten ligger i distriktet West Oxfordshire i området Cotswolds, vid floden Evenlode. Den är belägen cirka 20 kilometer nordväst om Oxford och cirka 9 kilometer sydost om Chipping Norton. Tätorten (built-up area) hade 2 830 invånare vid folkräkningen år 2011.